# Università della California - San Francisco
L'Università della California - San Francisco (conosciuta come UCSF) è un'università pubblica facente parte dell'Università della California che si trova a San Francisco. L'università, dedicata alle scienze della salute, è un importante centro di ricerca e di insegnamento medico e biologico.

## Storia
Il Cooper Medical College dell'Università del Pacifico, scuola presente sul territorio dalla sua fondazione nel 1858, nel 1862 entrò in un periodo di incertezza alla morte del suo fondatore, Elias Samuel Cooper. Nel 1864 il chirurgo Hugh H. Toland fondò una nuova scuola medica, il Toland Medical College, e la facoltà di Cooper Medical College scelse di sospendere le operazioni e di aderire alla nuova scuola. Nel marzo del 1873, divenne affiliata all'Università della California e costituì il dipartimento di medicina dell'ateneo. Al contempo, l'Università della California negozia anche l'incorporazione Del College of Pharmacy di California, istituito nel 1972 dalla Californian Pharmaceutical Society. Il College di Farmacia fu affiliato nel giugno del 1873 e insieme all'Università di Medicina e al Collegio Farmacologico vennero conosciuti come Collegi Affiliati. Il terzo college, il College of Dentistry, fu istituito nel 1881.

### Espansione e crescita
Inizialmente, i tre colleghi affiliati si trovavano in luoghi diversi intorno a San Francisco, ma verso la fine del secolo crebbe l'interesse per riunirli. Per fare ciò, il sindaco Adolph Sutro donò 13 ettari a Parnassus Heights alla base del Monte Parnassus (oggi noto come Monte Sutro). Il nuovo sito, che si affaccia sul Golden Gate Park, fu aperto nell'autunno del 1898, con la costruzione dei nuovi edifici affiliati.
Fino al 1906, la facoltà aveva prestato assistenza all'ospedale City-County, ma non disponeva di un proprio ospedale. Dopo il terremoto di San Francisco del 1906, più di 40.000 persone furono trasferite in una tendopoli improvvisata nel Golden Gate Park e furono accudite dalla facoltà di medicina. Nell'aprile del 1907 uno degli edifici fu ristrutturato per l'assistenza ambulatoriale con 75 posti letto e nel 1907 fu istituita la Scuola di Formazione per infermieri.
Un evento successivo fu l'incorporazione della Fondazione Hooper per la Ricerca Medica nel 1914, un istituto di ricerca medico secondario solo all'Università di Rockefeller. Nel 1949 i reggenti dell'Università di California designarono il campus Parnassus come UC Medical Center di San Francisco: le strutture mediche furono aggiornate e i reparti da Berkeley tornarono a San Francisco. Durante quel periodo furono istituiti diversi istituti di ricerca e nuovi impianti, come l'ospedale UC (225 camere), l'edificio Clinics (1934), la Langley Porter Clinic (1942) e il Herbert C. Moffitt Ospedale (1955). Nel 1958, l'aggiunta della Guy S. Millberry Union offrì dormitori e servizi per gli studenti.
La scuola ottenne più indipendenza negli anni '60, quando cominciò ad essere vista come un campus a sé anziché il centro medico del sistema universitario. I quattro dipartimenti furono nominati rinominati scuole e la divisione dottorale fondata nel 1961. A seguito di questa linea, nel 1964, l'istituzione ottenne la piena indipendenza amministrativa sotto il nome di Università di California, San Francisco Medical Center, diventando il nono campus dell'Università della California e l'unico dedicato esclusivamente alle scienze della salute.

### Fine del XX secolo
La scuola infermieristica aprì il proprio edificio nel 1972 e il centro medico aprì il Centro di cura ambulatoriale nel 1973. La scoperta della tecnologia del DNA ricombinante da parte degli scienziati UCSF e Stanford a metà degli anni '70 aprì molti nuovi percorsi di ricerca e attirò più persone. Dal 1978 furono inaugurati il Centro di cura per bambini di Marilyn Reed Lucia, il Dental Clinics Building (1980), il nuovo ospedale Joseph M. Long nel 1983 (integrato con l'ospedale Moffitt esistente) E Beckman Vision Center e Koret Vision Research Laboratory (1988), e Biblioteca Kalmanovitz (1990).
A causa del limitato spazio del campus di Parnassus Heights, UCSF iniziò ad esaminare l'espansione in altre aree della città. L'università aprì UCSF Laurel Heights nel 1985 nel quartiere Laurel Heights. Sul lato occidentale della città, l'università acquisì l'ospedale Mount Zion nel 1990, che divenne il secondo sito clinico e dal 1999 ospitò il primo centro completo di cancro nella California settentrionale. Seguì la fusione sanitaria con Stanford Health e si stabilirono le basi per l'espansione a Mission Bay.

### XXI secolo

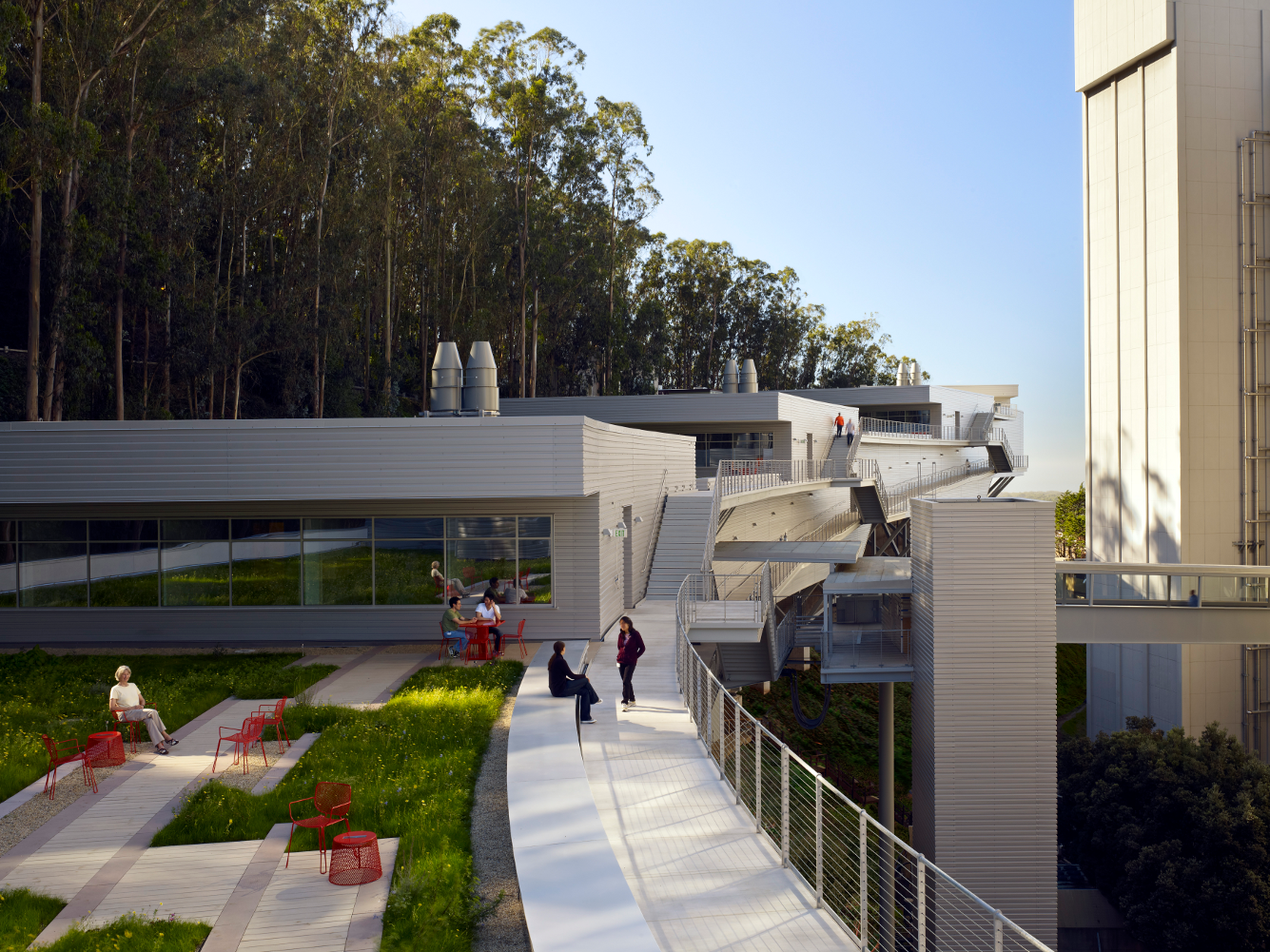
Il centro per la ricerca sulla medicina rigenerativa

Un momento fondamentale nella storia dell'UCSF è stato l'accordo tra il vice cancelliere Bruce Spaulding e il sindaco di San Francisco Willie Brown per lo sviluppo del campus Mission Bay nel 1999. Il quartiere di Mission Bay era occupato da vecchi magazzini e cantieri ferroviari. Inizialmente, il campus era composto da 29,2 ettari donati dalla Catellus Development Corporation e 13,2 acri donati dalla città di San Francisco. Una successiva aggiunta di 14,5 ettari ha portato l'area campus totale a circa 57 ettari. La prima fase di costruzione costò 800 milioni di dollari e comprendeva quattro edifici di ricerca, un centro di comunità, un complesso di alloggi per studenti, due strutture di parcheggio e lo sviluppo di grandi spazi aperti.

Gli anni 2010 hanno visto incrementare la costruzione e l'espansione a Mission Bay, con il Centro di Ricerca cardiovascolare Smith, il Centro Medico UCSF a Mission Bay e l'Ospedale pediatrico Benioff nel 2010, il Centro Sandler Neurosceince nel 2012 e Mission Hall nel 2013 e l'Ospedale oncologico Baker. L'ospedale dei bambini è stato nominato da Mark Beniof, che ha donato 100 milioni di dollari verso la nuova struttura. Nel 2011 anche l'espansione è ripresa al campus di Parnassus, con la costruzione dell'edificio della medicina rigenerativa, una costruzione di 123 milioni di dollari progettata dall'architetto di Rafael Viñoly. Il Centro per le cellule staminali è stato nominato in onore di Eli Broad, che ha donato 25 milioni di dollari alla ricerca di diabete, malattie cardiovascolari, malattia di Parkinson, HIV / AIDS e cancro.

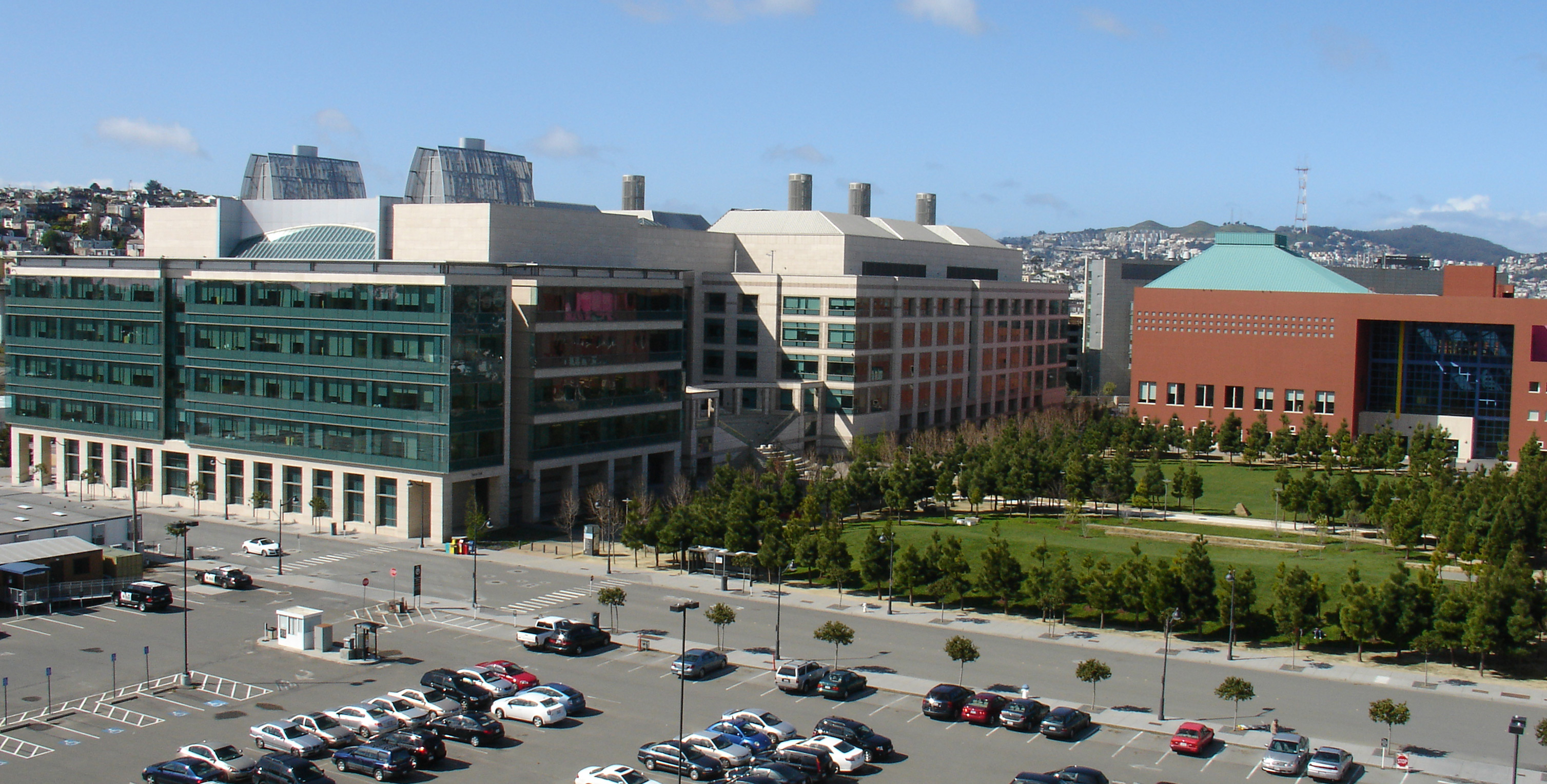
Il Mission Bay campus della UCSF

Nel 2015 il campus di Mission Bay ha visto l'apertura del nuovo centro medico UCSF a Mission Bay, un complesso ospedaliero integrato da 289 posti e dedicato a pazienti affetti da cancro.

## Struttura
L'Università è formata da cinque scuole: la scuola di medicina, la scuola di farmacia, la scuola di dentistica, la scuola di infermieristica e la divisione dottorale. Ha due principali campus, presso Parnassus Heights e presso Mission Bay.

## Ricerca
L'UCSF è diventato uno dei tre istituti (insieme a UC Berkeley e Stanford University), parte del BioHub, ospitato sul campus di Mission Bay. Il progetto è costituito da un nuovo centro di ricerca sulla scienza medica finanziato da un impegno di 600 milioni di dollari da Priscilla Chan e Mark Zuckerberg.

## Cancellieri
- John B. de C.M. Saunders (-1966)
- Willard C. Fleming (1966-)
- Julius R. Krevans (1982-1993)
- Joseph B. Martin
- J. Michael Bishop (1998-2009)
- Susan Desmond-Hellmann (2009-2014)
- Sam Hawgood (2014-)